# انتفاضة كاتيب سومات الإسلامية
انتفاضة كاتيب سومات الإسلامية (بالفيتنامية: Phong trào Hồi Giáo của Katip Sumat) كانت ثورة في القرن التاسع عشر جنوب فيتنام. وكان يقودها زعيم التشام المسلم كاتيب سومات. هذه هي الحرب الجهادية الوحيدة المسجلة على الإطلاق في فيتنام.   

## خلفية
ما تبقى من مملكة تشامبا في مقاطعة صغيرة في الجزء الجنوبي الشرقي من البر الرئيسي لجنوب شرق آسيا، باندورانجا، المعروفة للفيتناميين باسم ثوان ثانه Thuận Thành، تم ضمها من قبل الفيتناميين من مملكة لُوردات نغوين في عام 1692، الذين قاموا بتقطيعها بدلاً من دمجها.  أثناء تمرد تايسون (1771-1789) حيث تمت الإطاحة بنغوين، قام ملك باندورانجا بو تيسونتيرايدابوران Po Tisuntiraidapuran بتحويل تحالفه إلى متمردي تايسون.  بحلول عام 1793، أصبحت باندورانجا فعليًا دولة تابعة لـ نغوين، والتي غزت فيما بعد فيتنام بالكامل في عام 1802. حاول إمبراطور نغوين الأول، جيا لونغ، الحفاظ على باندورانجا كدولة تابعة. أراد خليفته، مينه مانغ، الطاغية، ضم واستيعاب آخر أراضي التشام. ومع ذلك، فقد واجه تحديات من نائبي سايغون وهانوي، وزاد مقاومة التشام. 
بدأ الإسلام في الانتشار في تشامبا من القرن الحادي عشر، وازدادت شعبيته بعد الغزو الفيتنامي لتشامبا عام 1471. استبدل أو اختلط مع العادات الهندوسية-التشامية التقليدية. غالبية مسلمي التشام في وسط فيتنام، بما في ذلك العائلة المالكة، كانوا من أتباع شيعة التشام المحليين وما زالوا يمارسون التقاليد الهندوسية-التشامية، بينما من ناحية أخرى، كان مسلمو التشام في دلتا نهر ميكونغ وكمبوديا أغلبية سنية.
في أغسطس 1832، بعد وفاة عدوه الأول، نائب الملك في سايغون - لو فان دويت، قام مينه مانغ من فيتنام بضم باندورانجا منتصرًا واحتجز آخر ملوك التشام بو فاوك كرهينة ملكية في العاصمة هوي. أجبر مينه مانغ التشام على الاندماج، كما كان لا بد من تطهير المعارضين وأنصار لو فان دويت. تم إرسال خام مونج (تم تعميمه على أنه مسؤول «معين مؤقتًا») إلى باندورانجا كقاضي جديد ولمعاقبة التشام الذين يُشتبه في أنهم من أنصار دويت. 
وسُجن عدد من مسؤولي التشام، أو نُفيوا، أو أُعدموا، وصودرت ممتلكاتهم.  بعد فترة وجيزة من التطهير، أمر مكتب خام مونغ التشام بالتخلي عن ثقافتهم وممارسة العادات الفيتنامية. لقد منعوا التشام الشيعة والسُنة من ممارسة شهر رمضان والتشام الهندوس لعبادة أسلافهم، مما أدى إلى إزالة التسلسل الهرمي الاجتماعي التقليدي للتشام.  كما أمر المكتب الفيتنامي بالاستيعاب الكامل السريع للتشام، ودمج باندورانجا في الإدارة الفيتنامية، وتم تنفيذ الضرائب الباهظة، والهياكل الاجتماعية، والأراضي، والخدمات العسكرية، وأصدر عقوبات قاسية لمن يجرؤ على المعارضة.   ومع ذلك، كانت هذه السياسات تهدف فقط إلى زيادة استياء التشام ومقاومة القهر الوحشي للفيتناميين.
كان كاتيب سومات، وهو شاب من التشام الكمبوديين درس الإسلام في كلنتن، شبه جزيرة الملايو، غاضبًا عند سماعه نبأ ضم تشامبا من قبل بلاط العاصمة هوي في عام 1832 والقواعد القمعية الفيتنامية على باندورانجا القديمة. لم تؤكد مصادر التشام سيرة محددة لسومات سواء كان رجل دين أو طالبًا دينيًا. غادر كلنتن وعاد إلى كمبوديا في أوائل عام 1833، التي كانت في ذلك الوقت في حالة من الفوضى وكانت تحتلها فيتنام. قام سومات بتجميع فرق أتباعه، المكونة في الغالب من التشام الكمبوديين وماليزيين عبروا سراً إلى باندورانجا، في البداية، لتنظيم انتفاضة ضد بلاط العاصمة هوي واستعادة استقلال التشام.  ومع ذلك، تم اختراق خطته بعد فترة وجيزة عندما قام مسؤول التشام هندوسي يدعى بو كابيت ثواك، بسبب الخوف من الانتقام، بإبلاغ بلاط القصر الفيتنامي بانتفاضة سومات المحتملة. رداً على ذلك، طلب مينه مانغ على الفور من جميع مؤيدي التشام المزعومين لكاتيب سومات أن يتم القبض عليهم، ولكن اتضح أنه جمع معلومات استخباراتي ضعيف لبلاط العاصمة هوي، حيث تم إطلاق سراح جميع المشتبه بهم في وقت لاحق وتم إعدام ثواك من قبل البلاط الفيتنامي «اتهام كاذب.» 
ومع ذلك، كان سومات محبطًا وفاقد للثقة بسبب أن «بعض رجال التشام يمكن أن يخونوه»، وكان ينوي التخلي عن الحركة مترددًا. لكن أنصاره حاولوا إقناعه بمواصلة قيادة الانتفاضة. أخيرًا، وافق كاتيب على تجديد الحركة، لكنهم سلكوا مسارًا إسلاميًا أكثر تطرّفًا على هدف التحرر الوطني الأصلي، تحت الراية الإسلامية. 
للتحضير للانتفاضة، جمع كاتيب سومات أتباعه على جبل نواة يسمى Aih Amrak في مقاطعة دونغ ناي كقاعدة عملياتية لمسجده، ويبشر بالقرآن وينشر الإسلاموية، ويجمع المسلمين من خلفيات مختلفة. بعد ذلك، أرسل سومات أتباعه إلى المرتفعات الوسطى لتعليم الإسلام بين قرويي شورو وجراي وتجنيد المزيد من المقاتلين، وطالب أتباعه بـ «الولاء المطلق لله والإسلام». كما قامت قواته بقتل وخطف قادة التشام بني الذين تحدثوا ضد نشره الراديكالي للإسلام. 

## ثورة في جنوب فيتنام
بعد رفض جميع طلبات مينه مانغ للاستسلام،  في صيف أو شهر غير معروف من عام 1833، بدأ كاتيب سومات وقواته انتفاضة عامة في منطقة كبيرة في جنوب فيتنام، من نينه ثوان إلى دونغ ناي: توان ليك في فان ري، و Kuac Riwa في Long Hương (Bà Rịa)، و Ja Thak Wa في Phan Rang، رفعوا جميعهم أعلامًا بكلمتين من Cham Po Rasak (مجازيًا: مجده العظيم الرائع، وهو ضمني لكل من الله والنبي محمد). نشأت الانتفاضة في العديد من البلدات، وهاجمت مراكز تسجيل الضرائب الفيتنامية والحاميات العسكرية.  كانت الأهداف الرئيسية لسومات أولًا تحرير تشامبا من الحكم الفيتنامي، ثم نشر الإسلام في شبه جزيرة الهند الصينية، والسعي لتأسيس فيتنام الإسلامية باستخدام أيديولوجية «الإسلاموية» (الجهادية)، والتي كانت في ذلك الوقت جديدة نسبيًا في سياق جنوب شرق آسيا.  
كان رد مينه مانغ الفوري هو إرسال 1000 من القوات الملكية المجهزة تجهيزًا جيدًا لقمع التمرد، جنبًا إلى جنب مع تعبئة مدنيي كينه في بينه ثوان في وحدات الميليشيات للانضمام إلى القوات الحكومية.  بين بلاط المملكة في العاصمة هوي والثورات الإسلامية، أصبح مدنيو التشام أهدافًا للفظائع الفيتنامية. أطلقت القوات الفيتنامية العنان للخراب في المناطق، حيث أحرقت قرى التشام على الأرض (خاصة القرى الساحلية لمنع المدنيين من الفرار إلى الخارج) وقتلت المدنيين الأبرياء بأعداد كبيرة. استغلت ميليشيات كينه الفيتنامية والعصابات المهاجمة لحظة الفوضى، وقتلت مدنيي التشام بمفردهم «لاسترداد» العداء الشخصي والعرقي، والاستيلاء على مزارع التشام وحرقها. 
كانت حصيلة القتلى وحجم الدمار مروّعة، ودُمرت المنطقة ومعظم قراها وبلداتها بشكل كبير. في الوقت نفسه، كان مينه مانغ يفرض سياسة الباب المغلق الانعزالية، ويمنع الناس من الخروج، ويقيد التجارة الخارجية والمبشرين.  كان العالم الخارجي غير مدرك تمامًا لحمام الدم الذي حدث في تشامبا السابقة.  اعتقادًا منه أن الله سيباركهم دائمًا ويحميهم من أجل النصر، لم يكن كاتيب وقواته مستعدين لرد فعل بلاط المملكة بجنون العظمة والرعب الذي أطلق العنان، وانسحب إلى المرتفعات في الغرب، لكنهم ما زالوا يأمرون بالثورات في الأراضي المنخفضة. تواصل القتال ضد جنود الحكومة. 
في مثل هذه الظروف، سعى مينه مانغ بعد ذلك إلى تسهيل تقدمه في اندماج التشام، والتحول إلى إدانة الانتشار السريع للإسلام والتطرف الإسلامي في جنوب فيتنام. أصبحت أجندته «منع التطرف الإسلامي» بدلاً من «استيعاب التشام» سابقاً، بحثاً عن أنواع من الانقسامات والخلافات الطائفية بين التشام، مما وفر له الدعم من المعتدلين التشام الشيعة والتشام الهندوس،  مما أضعف موقف الحركة الإسلامية.
بين قيادة انتفاضة كاتيب سومات، بدأ الهش في النمو.  احتج أحد قادة الحركة، أوال جا ثاك وا، وهو رجل دين معتدل من شيعة التشام، على الفصيل المتطرف المتعصب لكاتيب سومات. تؤكد وثائق التشام أن الخلافات بين جا ثاك وا وسومات كانت مرتبطة بمنتقدي انتزاع سومات لحركة التحرر الوطني وحولتها إلى حملته الخاصة لنشر الإسلام وإقامة دولة إسلامية في فيتنام بينما كانت أهداف جا ثاك وا هي إعادة تأسيس التشام. الدولة جنبًا إلى جنب مع التقاليد الهندوسية البانية.  انقلب سومات ضده وناور لطرد جا ثاك وا من الحركة من خلال استئناف بلاط القصر في هوي لاعتقال جا ثاك وا. كما هاجم سومات قادة آخرين للحركة في صراع على السلطة.  سرعان ما قرر جا ثاك وا الانفصال عن سومات وشكل جبهة مقاومته مع التركيز على تحرير التشام من القواعد الفيتنامية، وحشدت حركته جميع الشعوب بغض النظر عن الدين والعرق للثورة ضد الحكم الفيتنامي. اعتبر تمرد جا ثاك وا أكثر شعبية وخطورة لبلاط القصر في هوي.   بسبب الافتقار إلى الوحدة والدعم الشعبي، بحلول أواخر عام 1833 أو أوائل عام 1834، تم تبديد انتفاضة كاتيب سومات من تلقاء نفسها أو سحقها من قبل القوات الحكومية، واختفى سومات نفسه من المشهد. 

## استشهد الأشغال
- Hubert، Jean-François (2012). The Art of Champa. Parkstone International. ISBN:978-1-78042-964-9.
- Po، Dharma (2013). Le Panduranga (Campa). Ses rapports avec le Vietnam (1802-1835). International Office of Champa.
- Bruckmayr، Philipp (2022)، "The Changing Fates of Islam in Vietnam and Cambodia"، في Syed، Muhammad Khairudin Aljunied (المحرر)، Routledge Handbook of Islam in Southeast Asia، Routledge، ISBN:978-1-000-54504-3
- Weber، Nicolas (2012). "The destruction and assimilation of Campā (1832–35) as seen from Cam sources". Journal of Southeast Asian Studies. ج. 43 ع. 1: 158–180. DOI:10.1017/S0022463411000701. JSTOR:41490300. S2CID:154818297 – عبر جايستور.

## أنظر أيضا
- الإسلام في فيتنام
- ثورة لي فين خوي
- انتفاضة جا ثاك وا

قالب:Nguyễn dynasty topics